# Flakpanzer I
Flakpanzer I (2 cm Flak 38 auf Selbsthahrlafette PzKpfw I Ausf. A, Sd.Kfz.101) – niemieckie samobieżne działo przeciwlotnicze.
Po wycofaniu z uzbrojenia czołgów PzKpfw I Ausf. A ich podwozia postanowiono wykorzystać do budowy dział samobieżnych. Na 24 z nich umieszczono działka przeciwlotnicze 2 cm Flak 38 L/112 tworząc w ten sposób samobieżne działa przeciwlotnicze. Przebudowy dokonały zakłady Alkett w Berlinie. Przebudowane wozy zostały przydzielone 614 Dywizjonowi Artylerii Przeciwlotniczej.
Flakpanzer I był pierwszym typem niemieckiego samobieżnego działa przeciwlotniczego. Wszystkie wyprodukowane egzemplarze zostały zniszczone w czasie bitwy stalingradzkiej na przełomie 1942 i 1943 roku.